# Кирпотовка
Кирпотовка (укр. Кирпотівка) — село,
Сагайдакский сельский совет,
Шишацкий район,
Полтавская область,
Украина.
Код КОАТУУ — 5325784603. Население по переписи 2001 года составляло 95 человек.

## Географическое положение
Село Кирпотовка находится на расстоянии в 0,5 км от сёл Салимовщина и Принцево.
По селу протекает пересыхающий ручей с запрудой.
Рядом проходит железная дорога, станция Сагайдак в 4-х км.